# Tetramorium imbelle
Tetramorium imbelle är en myrart som först beskrevs av Carlo Emery 1915.  Tetramorium imbelle ingår i släktet Tetramorium och familjen myror. Inga underarter finns listade i Catalogue of Life.